# Sénat de l'Alaska
Capitole de l'État de l'Alaska (Juneau)
Le Sénat de l'Alaska (en anglais : Alaska Senate) est la chambre haute de la législature de l'État américain de l'Alaska.

## Système électoral
Le Sénat de l'Alaska est composé de 20 sièges pourvus pour quatre ans mais renouvelés par moitié tous les deux ans au scrutin uninominal majoritaire à un tour dans autant de circonscriptions que de sièges à pourvoir.
Avec seulement 20 élus représentant chacun un district d'environ 35 000 résidents, le Sénat de l'Alaska est la plus petite chambre parlementaire des États du pays. Il n'y a pas de limite du nombre de mandats.

## Présidence
Le président du Sénat nomme les membres des commissions et peut à son initiative créer de nouvelles commissions et sous-commissions parlementaires. La fonction est occupée par Peter Micciche depuis le 19 janvier 2021.
Au contraire de beaucoup d'autres États américains, le lieutenant-gouverneur ne préside pas le Sénat mais supervise juste la division des élections et remplit les fonctions de secrétaire d'État.  

## Histoire
Le Sénat est institué par la Constitution de l'Alaska de 1956.
Depuis les élections de novembre 2006, alors que les républicains détenaient 11 des 20 sièges du Sénat, une coalition bipartisane de neuf démocrates et de six républicains a été formée pour contrôler le Sénat. Les démocrates ont obtenu les présidences des commissions judiciaires, des services de santé, du commerce et des affaires régionales ainsi que la codirection avec les républicains de la puissante commission des finances. Les républicains président les commissions consacrées aux affaires intérieures, aux ressources naturelles et à l'éthique et la déontologie.  

## Représentation
| Date            | Parti      | Parti        | Total |
| Date            | Démocrates | Républicains | Total |
| --------------- | ---------- | ------------ | ----- |
| Date            |            |              | Total |
| 15 janvier 2019 | 7          | 13           | 20    |